# おーいわーいチチチ
『おーいわーいチチチ』は、1966年8月5日に日本ビクター（音楽レコード事業部、現・ビクターエンタテインメント）から発売された、ジャニーズの9枚目のシングルである。

## 概要
A面曲は日本テレビ系テレビドラマ『オーイわーいチチチ』の主題歌。
B面曲は中谷がリードボーカル、他のメンバーはコーラス。
2023年10月時点 未CD化。

## 収録曲
A面、B面共に作詞・作曲・編曲:浜口庫之助
1. おーいわーいチチチ
2. もう7時だよ